# Non-Cognitive Aspects of the City: Live at Iridium
Non-Cognitive Aspects of the City: Live at Iridium ist ein Jazzalbum des Art Ensemble of Chicago. Die live am 2. und 3. April 2004 im Veranstaltungsort Iridium in New York City entstandenen Aufnahmen erschienen am 25. Juli 2006 auf Pi Recordings.

## Hintergrund
Non-Cognitive Aspects of the City war die erste Veröffentlichung des Art Ensemble of Chicago seit Sirius Calling aus dem Jahr 2004 und auch das erste Mal seit Anfang der 1990er-Jahre, dass die Band wieder als Quintett auftrat. Es war zudem die erste Veröffentlichung mit einem Trompeter seit dem Tod von Lester Bowie im Jahr 1999; und die erste seit dem Tod des Gründungsmitglieds Malachi Favors im Januar 2004, nur zwei Monate bevor diese Aufnahmen entstanden waren. Mit dem Tod von Lester Bowie und Malachi Favours schien die Zukunft der Gruppe zunächst wirklich zweifelhaft, selbst mit der Rückkehr von Joseph Jarman, schrieb Scott Yanow.
Dieses Album enthält zwei komplette Auftritte, die im New Yorker Iridium Club während eines seltenen sechstägigen Engagements des Art Ensemble im April 2004 mit einer verjüngten Band aufgenommen wurden, die einerseits aus langjährigen Stammspielern besteht – Don Moye am Schlagzeug, schließlich Roscoe Mitchell und Joseph Jarmanan Holzblasinstrumenten und Perkussion sowie die Neubesetzung mit Nachrückern wie dem Bassisten Jaribu Shahid und dem jungen Trompeter Corey Wilkes, die beide ihr Plattendebüt mit dem Ensemble gaben.
Jaribu Shahid hatte zuvor häufig mit Roscoe Mitchell zusammengearbeitet, was es leichter machte, Favors’ Platz einzunehmen: 
„Ich bin mit dem Art Ensemble aufgewachsen, bevor ich überhaupt daran gedacht habe, Musik zu machen“, sagt Shahid. „Es war die einmalige Gelegenheit, diese Typen kennenzulernen und zu erfahren, was sie für die Musik getan haben. Sie haben die Art und Weise, wie Menschen auf der Welt diese Musik betrachten, wirklich geöffnet.“
Die Playlist der Auftritte bestand zu gleichen Teilen aus neuem und altem Material, die meisten dieser Kompositionen stammen jedoch von Mitchell; drei gemeinsam geschriebene Stücke werden hier erstmals uraufgeführt. „The Morning Mist“, „On the Mountain“ und „Red Sand Green Water“ sind allesamt frei fließende Meditationen in der klassischen AACM-Tradition, notierte Troy Collins.
Nach der Aufnahme von Non-Cognitive Aspects of the City mit Shahid und Corey Wilkes im Jahr 2006 trat das Art Ensemble of Chicago nur noch gelegentlich auf, meist auf Festivals und einmaligen Konzerten. Gesundheitliche Probleme zwangen Jarman 2011 erneut, sich zurückzuziehen.

## Titelliste
- Art Ensemble of Chicago: Non-Cognitive Aspects of the City: Live at Iridium (Pi Recordings PI20)[5]

CD 1
1. Song for My Sister (Roscoe Mitchell) 17:00
2. The Morning Mist 6:47
3. Song for Charles (Roscoe Mitchell) 8:52
4. On the Mountain 19:25
5. Big Red Peaches (Roscoe Mitchell) 7:34
6. Odwalla (Roscoe Mitchell) 5:21

CD 2
1. Erika (Roscoe Mitchell) 19:59
2. Malachi (Roscoe Mitchell) 9:01
3. The J Song (Joseph Jarman) 11:46
4. Red Sand Green Water 14:28
5. Slow Tenor and Bass (Roscoe Mitchell) 2:27
6. Odwalla (Roscoe Mitchell) 3:59

Wenn nicht anders vermerkt, stammen die Kompositionen vom Art Ensemble of Chicago.

## Rezeption

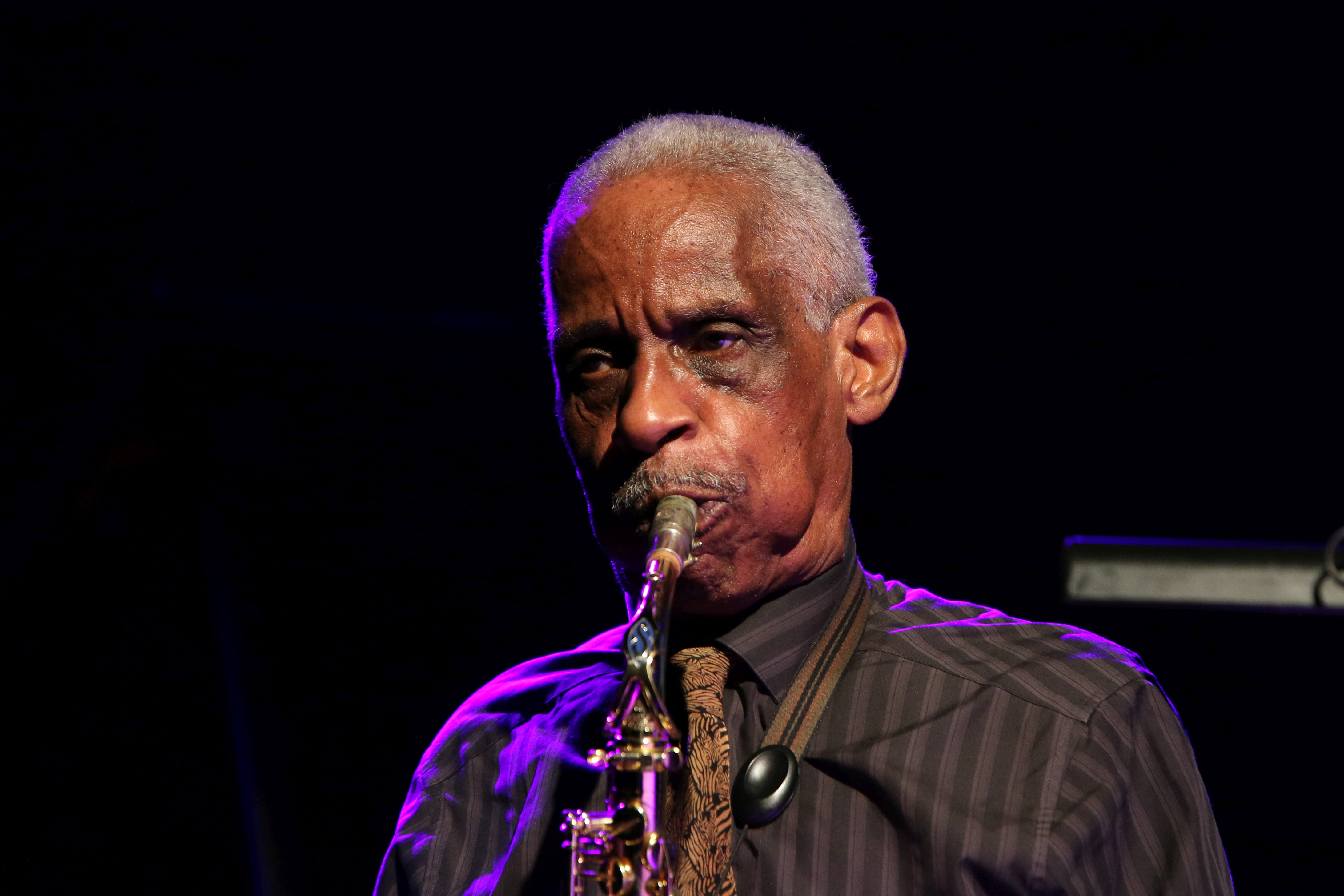
Roscoe Mitchell auf dem Deutschen Jazzfestival 2015

Scott Yanow verlieh dem Album in Allmusic vier (von fünf) Sterne und schrieb, man könnte sagen, dass dieses Doppelalbum mit Konzertmitschnitten aus dem Jahr 2004 vom „neuen“ Art Ensemble of Chicago stammt. Der Trompeter Corey Wilkes und der Bassist Jaribu Shahid würden sich jedoch als hervorragende Nachfolger erweisen und Roscoe Mitchell und Jarman zu Höchstleistungen inspirieren. Ein Teil der Musik sei zwar fast als Hardbop zu bezeichnen, wenn auch etwas exzentrisch; andere Stücke schlängeln sich ein wenig in Klangerkundungen oder Perkussions-Darbietungen, und bei anderen treibe die Gruppe voran. Das Art Ensemble of Chicago sei stets bei seinen Konzerten immer am faszinierendsten gewesen, daher sei eine Konzertaufnahme das naheliegendste. Auch wenn nicht alles funktioniere, würde die Gruppe nie das Interesse verlieren; das Spiel sei kohärent, ständig kreativ und ziemlich unberechenbar.
Es schien zunächst, als hätte das unermüdliche Art Ensemble of Chicago mit dem Tod von Malachi Favors im Jahr 2004 seinen Höhepunkt erreicht, schrieb Troy Collins in All About Jazz. In Verbindung mit Favours' Tod hätte Lester Bowies Tod 1999, sechs Jahre nach dem ersten Rücktritt von Joseph Jarman, prophetisch gewirkt. Doch unbeeindruckt hätten die verbliebenen ursprünglichen Mitglieder weitergemacht und zum ersten Mal in ihrer Geschichte Ersatz für ihre verstorbenen Kollegen rekrutiert. Corey Wilkes, ein zuversichtlicher junger Chicagoer mit hartnäckigem Geist, würde die Herausforderung annehmen, die Position von Lester Bowie zu besetzen, der einen langen Schatten auf einen möglichen Ersatz werfe. Wilkes’ freches Timbre, durchsetzungsstark ausdrucksstark und erfüllt von jugendlicher Kraft, ahme niemals Bowies ikonische Vorliebe für klangliche Abstraktion nach. Indem er seine Phrasen mit prägnanten linearen Läufen und zyklischen melodischen Variationen füllt, beweise Wilkes sein Können mit aufrührerischen Darbietungen hinreißender harmonischer Erfindungen.
Kurz gesagt, das klinge genau so, wie man es sich von einem Art Ensemble of Chicago-Album wünscht und erwartet: eine freudige, schwindelerregende, ruhelose Untersuchung der unzähligen Formen der „Great Black Music“, denen sie sich in den letzten vier  Jahrzehnten verschrieben haben, mit einer großzügigen Portion dichtem, intelligentem Free Jazz, der alles zusammenhält, schrieb Daniel Spicer (Pop Matters). Zwar würden die neuen Bandmitglieder ihre eigenen Identitäten in die Mischung einbringen – und Corey Wilkes sei besonders beeindruckend in der Art und Weise, wie er es schaffe, mit Lester Bowies legendärem Trompetenspiel mitzuhalten, ohne jemals von diesem überschattet oder übermäßig beeinflusst zu klingen.